# Damien Perquis
Damien Perquis (Troyes, Francia, 10 de abril de 1984) es un exfutbolista franco-polaco, cuyo último equipo fue el Gazélec Ajaccio de la Ligue 2. Perquis fue internacional absoluto con Polonia entre el 2011 y 2013, selección con la que jugó 14 encuentros y anotó un gol. Además llegó a ser internacional sub-21 con Francia.

## Trayectoria
Comenzó en las categorías inferiores del Espérance Sportive Troyes Aube Champagne de la Ligue 2, en el que jugó durante los años 2002-2005. 
Tras este periodo, el jugador fichó por el AS Saint-Étienne (2005-2007) de la Ligue 1, posteriormente, y tras un año de cesión, fue traspasado al FC Sochaux-Montbéliard (2007-2012). 
En la temporada 2012-13 firma por tres temporadas, más una opcional, con el Real Betis Balompié de la Primera División de España.
Tras dos temporadas en el club bético, se marcha por una temporada, en verano de 2015 al Toronto FC de la MSL estadounidense.
El 22 de julio de 2016, vuelve a Europa y firma con el Nottingham Forest FC de la Football League Championship inglesa. Terminó su contrato con el club inglés por mutuo acuerdo el 24 de julio de 2017.
A comienzos de la temporada 2017-18 fichó por el Gazélec Ajaccio de la Ligue 2 de Francia.

## Selección nacional
A pesar de ser internacional Sub-21 con Francia, en el año 2008 la selección polaca comenzó a interesarse por Damien, cosa que admitiría el seleccionador polaco, Franciszek Smuda, en julio de 2010.
Al fin, tras varios meses, Damien se convirtió en ciudadano polaco y el 6 de septiembre de 2011 hizo su debut oficial con la Selección de fútbol de Polonia y desde entonces ha sido internacional en 14 ocasiones y ha anotado 1 gol.

### Participaciones en Eurocopas
| Eurocopa      | Sede              | Resultado    |
| ------------- | ----------------- | ------------ |
| Eurocopa 2012 | Polonia y Ucrania | Primera fase |

## Clubes
- Actualizado el 5 de julio de 2016.

| Club                            | País       | Año       | PJ (Goles) |
| ------------------------------- | ---------- | --------- | ---------- |
| Troyes AC                       | Francia    | 2003-2005 | 63 (3)     |
| AS Saint-Étienne                | Francia    | 2005-2007 | 36 (1)     |
| FC Sochaux-Montbéliard (cedido) | Francia    | 2007-2008 | 25 (1)     |
| FC Sochaux-Montbéliard          | Francia    | 2008-2012 | 148 (10)   |
| Real Betis Balompié             | España     | 2012-2014 | 36 (3)     |
| Toronto FC                      | Canadá     | 2015-2016 | 37 (2)     |
| Nottingham Forest               | Inglaterra | 2016-2017 | 17 (2)     |
| Gazélec Ajaccio                 | Francia    | 2017-2019 | 12 (0)     |